# KNSB Cup (langebaanschaatsen) 2016
Van vrijdag 30 oktober tot en met zondag 1 november 2015 vonden de selectiewedstrijden van het schaatsseizoen 2015/2016 plaats met de KNSB Cup op IJsbaan Twente in Enschede. Plaatsing voor de eerste vier ISU World Cup-wedstrijden stond op het spel.
Op alle individuele klassieke afstanden (500, 1000, 1500, 3000, 5000 en 10.000 meter) had Nederland op basis van het voorgaande seizoen vijf startplekken verdiend, bij zowel mannen als vrouwen. De KNSB Cup, een juryprijs voor beste prestatie van het weekend, ging naar Jorien ter Mors.

## Tijdschema
| Programma           |                                                         |
| Datum               | Onderdeel                                               |
| vrijdag 30 oktober  | 2×500 en 5000 meter mannen, 1500 meter vrouwen          |
| zaterdag 31 oktober | 1500 meter mannen, 2×500 en 3000 meter vrouwen          |
| zondag 1 november   | 1000 en 10.000 meter mannen, 1000 en 5000 meter vrouwen |

## Mannen
Ronald Mulder won de 500 meter, Kjeld Nuis de 1000 meter, Gerben Jorritsma de 1500 meter, Jorrit Bergsma de 5000 meter, en Erik Jan Kooiman de 10.000 meter.

## Vrouwen
Thijsje Oenema won de 500 meter, Jorien ter Mors de 1000 meter, Marije Joling de 1500 meter, Yvonne Nauta de 3000 meter, en Carien Kleibeuker de 5000 meter.
2005/2006 · 
2006/2007–2014/2015 · 
2015/2016 · 
2016/2017 · 
2017/2018 · 
2018/2019 · 
2019/2020 · 
2020/2021 · 
2021/2022 · 
2022/2023 · 
2023/2024 · 
2024/2025